# Nika
Pour les articles homonymes, voir Nika (homonymie).
Les Nika (en russe : Ника) sont les principales récompenses cinématographiques russes créées en 1987 par l'Union des cinéastes soviétiques. Elles tirent leur nom de Niké, déesse grecque de la victoire. Le trophée s'inspire de même de la Victoire de Samothrace.
La cérémonie est aujourd'hui organisée chaque année à Moscou par l'Académie russe des Sciences et des Arts cinématographiques. Le jury, constitué de 500 personnes, récompense les meilleurs films de cinéma de Russie et de la CEI.
En 2002, Nikita Mikhalkov crée les Aigles d'or, inspirés des Golden Globes et récompensant à la fois les productions du cinéma et de la télévision en Russie.

## Liste de prix décernés
- Meilleur film
- Meilleure réalisation (ru)
- Meilleur acteur (ru)
- Meilleure actrice (ru)
- Meilleur acteur dans un second rôle (ru)
- Meilleure actrice dans un second rôle (ru)
- Meilleur scénario (ru)
- Meilleure photographie (ru)
- Meilleure musique (ru)
- Meilleur son (ru)
- Meilleurs décors (ru)
- Meilleurs costumes (ru)
- Meilleur film d'animation (ru)
- Meilleur film documentaire (ru)
- Meilleur film de la CEI et des États baltes (ru)
- Meilleur espoir (ru)
- Nika d'honneur (ru)

## Meilleur film
- 1988 : Le Repentir de Tenguiz Abuladze
- 1989 : L'Été froid de l'année 53 (Kholodnoïe leto pyatdesyat tretego) d'Alexandre Prochkine
- 1990 : Achik Kérib, conte d'un poète amoureux de Sergueï Paradjanov et Dodo Abachidze
- 1991 : Le Syndrome asthénique (Астенический синдром) de Kira Mouratova
- 1992 : Promesse du ciel (Небеса обетованные) d'Eldar Riazanov
- 1993 : Encore, toujours encore ! (Анкор, ещё анкор!) de Piotr Todorovski
- 1994 : Makarov de Vladimir Khotinenko
- 1995 : Les Petites Passions de Kira Mouratova
- 1996 : Les Particularités de la chasse nationale d'Alexandre Rogojkine
- 1997 : Le Prisonnier du Caucase (Кавказский пленник) de Sergueï Bodrov
- 1998 : Le Voleur et l'Enfant (en russe : Vor) de Pavel Tchoukhraï
- 1999 : Des monstres et des hommes d'Alekseï Balabanov
- 2000 : Khroustaliov, ma voiture ! d'Alexeï Guerman
- 2001 : Le Journal de sa femme d'Alekseï Outchitel
- 2002 : Taurus d'Alexandre Sokourov
- 2003 : Le Coucou (Кукушка, Koukouchka) d'Alexandre Rogojkine
- 2004 : Le Retour d'Andreï Zviaguintsev
- 2005 : Les Nôtres de Dmitri Meskhiev
- 2006 : Le 9e Escadron de Fiodor Bondartchouk
- 2007 : L'Île de Pavel Lounguine
- 2008 : Mongol de Sergueï Bodrov
- 2009 : Les Zazous de Valeriy Todorovski
- 2010 : Une pièce et demie d'Andreï Khrjanovski
- 2011 : L'Affrontement (Kraï) d'Alekseï Outchitel
- 2012 : Il était une fois une bonne femme (Jila-byla odna baba) d'Andreï Smirnov
- 2013 : Faust d'Alexandre Sokourov
- 2014 : Le géographe a bu son globe (Географ глобус пропил) d'Alexandre Veledinski
- 2015 : Il est difficile d'être un dieu d'Alexeï Guerman
- 2016 : Cher Hans, brave Piotr d'Alexandre Mindadze
- 2017 : Paradis d'Andreï Kontchalovski
- 2018 : Arythmie de Boris Khlebnikov
- 2019 : La Guerre d'Anna d'Alekseï Fedortchenko
- 2020 : Le Français d'Andreï Smirnov
- 2021 : Chers Camarades ! d'Andreï Kontchalovski
- 2022 : Pas de cérémonie
- 2023 : Pas de cérémonie
- 2024 (ru) : Le Juste (Праведник) de Sergueï Oursouliak
- 2025 (ru) : Le Maître et Marguerite (Мастер и Маргарита) de Mikhaïl Lokchine

## Meilleure réalisation
- 2016 : La Fin d'une magnifique époque de Stanislav Govoroukhine
- 2018 : Arythmie de Boris Khlebnikov
- 2019 : Leto de Kirill Serebrennikov

## Meilleur  documentaire
- 1988 : Est-il facile d'être jeune ? (Vai viegli būt jaunam?) de Juris Podnieks
- 1989 : Le passé semble être un rêve (А прошлое кажется сном) de Sergueï Mirochnitchenko
- 1990 : La Rue de traverse (Šķērsiela) de Ivars Seleckis
- 1991 : On ne peut pas vivre comme ça (Tак жить нельзя) de Stanislav Govoroukhine
- 1992 : Affaire Joseph Brodsky (Дело Иосифа Бродского) de Sergueï Balakirev
- 1993 : Paradjanov : Le Dernier Printemps (en arménien : Փարաջանով: Վերջին Գարուն) de Mikhail Vartanov
- 1994 : Les paumes des mains (Ладони) d'Arthur Aristakissian
- 1995 : Adieu l'URSS (Прощай, СССР) d'Alexandre Rodnianski
- 2002 : Chasse à l'ange ou Quatre amours de poète et devin (Охота на ангела, или Четыре любви поэта и прорицателя) d'Andreï Ossipov
- 2003 : Dziga et ses frères (Дзига и его братья) de Evgueni Tsymbal
- 2005 : Marina Tsvetaïeva. La Passion de Marina (Марина Цветаева. Страсти по Марине) de Andreï Ossipov
- 2006 : Blokada (Блокада) de Sergueï Loznitsa
- 2014 : Gazoduc (Труба) de Vitali Manski
- 2015 : Les Galets de Koktebel d'Andreï Ossipov
- 2016 : Valentina Kropivnitskaïa : à la recherche du paradis perdu d'Evgueni Tsymbal et Alexandre Smolianski
- 2017 : Sous les rayons du soleil de Vitali Manski

## Meilleur  scénario
- 1988 : Tenguiz Abouladzé, Rezo Kveselava (ru) et Nana Janelidze (ru) pour Le Repentir (Покаяние)
- 1989 : Iouri Klepikov (ru) pour Le Bonheur d'Assia (История Аси Клячной, которая любила, да не вышла замуж)
- 1990 : Alexandre Mindadze pour Le Serviteur (Слуга)
- 1991 : Stanislav Govoroukhine pour On ne peut pas vivre comme ça (Так жить нельзя)
- 1992 : Gueorgui Danielia, Revaz Gabriadze, Arkadi Khaït (ru) pour Pasport (Паспорт)
- 1993 : Temur Babluani pour Le Soleil des insomniaques (უძინართა მზე)
- 1994 : Piotr Loutsik (ru) et Alekseï Samoriadov (ru) pour Les enfants des dieux de la fonte (ru) (Дети чугунных богов)
- 1995 : Irakli Kvirikadze, Piotr Loutsik (ru) et Alekseï Samoriadov (ru) pour Limita (ru) (Лимита)
- 1996 : Valeri Zolotoukha (ru) pour Le Musulman (Мусульманин)
- 1997 : Sergueï Bodrov, Arif Aliyev (ru) pour Le Prisonnier du Caucase (Кавказский пленник)
- 1998 : Alexandre Mindadze pour Le Temps du danseur (Время танцора)
- 1999 : Karen Chakhnazarov et Alexandre Borodianski pour Le Jour de la pleine lune (ru) (День полнолуния)
- 2000 : Valeri Priomykhov pour Qui, sinon nous (Кто, если не мы)
- 2001 : Anatoli Grebnev pour La Maison pour les riches (ru) (Дом для богатых)
- 2002 : Iouri Arabov pour Taurus (Телец)
- 2003 : Anatoli Grebnev pour Cinéma sur le cinéma (ru) (Кино про кино)
- 2004 : Alexandre Mindadze pour Orages magnétiques (ru) (Магнитные бури)
- 2005 : Valentin Tchernykh pour Les Nôtres (Свои)
- 2006 : Iouri Arabov pour Le Soleil (Солнце)
- 2007 : Igor Poroublev (ru) pour Vivant (Живой)
- 2008 : Alekseï Popogrebski pour Les Choses simples (Простые вещи)
- 2009 : Piotr Loutsik (ru) et Alekseï Samoriadov (ru) pour Champ sauvage (Дикое поле)
- 2010 : Iouri Arabov et Andreï Khrjanovski pour Une pièce et demie (Полторы комнаты, или Сентиментальное путешествие на родину)
- 2011 : Denis Ossokine (ru) pour Le Dernier Voyage de Tanya (Овсянки)
- 2012 : Andreï Smirnov pour Il était une fois une bonne femme (Жила-была одна баба)
- 2013 : Iouri Arabov pour Faust (Фауст)
- 2014 : Konstantine Lopouchanski pour Un rôle (ru) (Роль)
- 2015 : Iouri Bykov pour L'Idiot ! (Дурак)
- 2016 : Alexandre Mindadze pour Cher Hans, brave Piotr (Милый Ханс, дорогой Пётр)
- 2017 : Iouri Arabov pour Le Moine et le Démon (Монах и бес)
- 2018 : Natalia Mechtchaninova et Boris Khlebnikov pour Arythmie
- 2019 : Avdotia Smirnova, Anna Parmas et Pavel Bassinski (ru) pour Histoire d'une nomination